# Niels Schwartz
Niels Schwartz (født 11. januar 1670 i Lund, død 1753, begravet 3. april) var en dansk orientalist. Han var søn af Josua Schwartz.
Faderen var professor ved Lunds Universitet. Sønnen har uden tvivl deponeret i Lund, men fulgte faderen, da denne 1677 flygtede til Danmark. Han tænkte aldrig på at studere teologi, men kun på at samle kundskaber, navnlig i de orientalske sprog, og sin trang fik han stillet ved fremmede universiteter og vidtløftige rejser. I 1708 blev han kancelliråd, 1718 assessor i Overhofretten i Norge og endelig 1747 virkelig justitsråd. Stillingen som assessor synes han at have betragtet som en blot og bar værdighed, da han stadig unddrog sig fra at møde i retten. I sin høje alderdom fik han anmodning af Generalkirkeinspektionen om at hjælpe til med en forbedret bibeloversættelse, og han begyndte da på en oversættelse af Salmerne, som han havde færdig 1749. Salmernes 1. bog tillige med de 4 første kapitler af Genesis kom ud 1752 i hans 83. år, og han håbede endnu at kunne fortsætte, men døde følgende år. Han sendte sin oversættelse, der er både på dansk og latin, til pave Benedikt XIV for at vise ham, hvor mange fejl der er i Vulgata. 
Sproget i hans oversættelse er utvivlsomt bedre end i den autoriserede bibeludgave på den tid, men han betænker sig ikke på forklarende tilsætninger, der for det meste er overflødige og ikke altid rigtige. At han, der var ejer af Buskerud, barnløs og rig mand, ikke tidligere har iværksat dette arbejde, er underligt, når man hører hans tanker om sig selv. Han siger: "Der findes ikke et eneste Ord i Evæ Tungemaal, uden at det har sit eget guddommelige Komma eller Sammenføjelsestegn . . . Ingen har til Dato ret forstaaet den Helligaands Commata, Tegn og Hemmeligheder, som den (Skriften) alle Vegne er opfyldt med ... De gammeltestamentlige Commata bevise i ethvert Kapitel selv deres Guddommelighed og ere i alle Maader lige saa guddommelige som Ordene selv." Der må være noget ejendommelig hemmelighedsfuldt ved disse Commata, da han siger, at han kan takke dem for sin forvisning om det evige liv. Med sin hustru, Alhed Maria, født Heins (1675–1748), fik han den betydelige ejendom Buskerud, og til bedste for de til ejendommen hørende børns opdragelse stiftede han med sin hustru 1744 et legat på 1000 rigsdaler.